# Maďarsko na Letních olympijských hrách 1976
Maďarsko na Letních olympijských hrách v roce 1976 v kanadském Montréalu reprezentovala výprava 178 sportovců (124 mužů a 54 žen) v 17 sportech.

## Medailisté
| Medaile | Jméno | Sport                | Soutěž                          |
| ------- | --- | -------------------- | ------------------------------- |
| Zlato   | Miklós Németh | Atletika             | Muži hod oštěpem                |
| Zlato   | Ildikó Schwarczenbergerová | Šerm                 | Ženy fleret jednotlivci         |
| Zlato   | Zoltán Magyar | Sportovní gymnastika | Muži kůň našíř                  |
| Zlato   | Gábor Csapó Tibor Cservenyák Tamás Faragó György Gerendás György Horkai György Kenéz Ferenc Konrád Endre Molnár László Sárosi Attila Sudár István Szívós, Jr.                                         | Vodní pólo           | Turnaj mužů                     |
| Stříbro | Zoltán Sztanity | Kanoistika           | Muži K1 500 m                   |
| Stříbro | Géza Csapó | Kanoistika           | Muži K1 1000 m                  |
| Stříbro | Anna Pfeffer Klára Rajnai | Kanoistika           | Ženy K2 500 m                   |
| Stříbro | György Kőszegi | Vzpírání             | Muži muší váha do 52 kg         |
| Stříbro | József Balla | Zápas                | muži, volný styl nad 100 kg     |
| Bronz   | Zoltán Bakó István Szabó | Kanoistika           | Muži K2 1000 m                  |
| Bronz   | Tamás Wichmann | Kanoistika           | Muži C1 1000 m                  |
| Bronz   | Tamás Buday Oszkár Frey | Kanoistika           | Muži C2 500 m                   |
| Bronz   | Tamás Buday Oszkár Frey | Kanoistika           | Muži C2 1000 m                  |
| Bronz   | Klára Rajnai | Kanoistika           | Ženy K1 500 m                   |
| Bronz   | Győző Kulcsár | Šerm                 | Muži kord jednotlivci           |
| Bronz   | Ildikó Bóbisová Edit Kovács Magda Marosová Ildikó Schwarczenbergerová Ildikó Ságiová-Rejtőová | Šerm                 | Družstvo žen                    |
| Bronz   | Márta Egervári | Sportovní gymnastika | Ženy bradla                     |
| Bronz   | Éva Angyal Ágota Bujdosó Klára Horváth Zsuzsanna Pethő Katalin Tóth Harsányi Rozália Toman Márta Pacsai Ilona Nagy Marianna Nagy Erzsébet Németh Amália Sterbinszky Borbála Tóth Harsányi Mária Vanya | Házená               | Turnaj žen                      |
| Bronz   | József Tuncsik | Judo                 | Muži do 63 kg                   |
| Bronz   | Tamás Kancsal Tibor Maracskó Svetiszláv Sasics | Moderní pětiboj      | Družstvo mužů                   |
| Bronz   | Péter Baczakó | Vzpírání             | Muži lehkotěžká váha do 82,5 kg |
| Bronz   | László Réczi | Zápas                | muži, řecko-římský do 62 kg     |